# (9520) Montydibiasi
(9520) Montydibiasi es un asteroide perteneciente al cinturón de asteroides, región del sistema solar que se encuentra entre las órbitas de Marte y Júpiter.
Fue descubierto el 7 de noviembre de 1978 por Eleanor F. Helin y Schelte John Bus  desde el Observatorio Palomar.

## Designación y nombre
Designado provisionalmente como 1978 VV6, fue nombrado  por Lamont “Monty” Di Biasi (n. 1941) quien contribuyó a la misión Lucy de la NASA como Líder de Desarrollo Estratégico. Lideró la generación de los temas y estrategias programáticas de éxito, así como la formulación, coordinación e implementación de los equipos de revisión.

## Características orbitales
Montydibiasi está situado a una distancia media del Sol de 2,567 ua, pudiendo alejarse hasta 2,779 ua y acercarse hasta 2,354 ua. Su excentricidad es 0,083 y la inclinación orbital 4,514 grados. Emplea 1501,79 días en completar una órbita alrededor del Sol.

## Características físicas
La magnitud absoluta de Montydibiasi es 13,96. Tiene 5,016 km de diámetro y su albedo se estima en 0,212.